# Лашкута
Лашкута (карач.-балк. Лашкъута)— село в Эльбрусском районе Кабардино-Балкарской Республики.
Образует муниципальное образование сельское поселение Лашкута как единственный населённый пункт в его составе.

## География
Село расположено в северо-восточной части Эльбрусского района, на правом берегу реки Баксан, напротив села Жанхотеко. Находится в 33 км к северу от районного центра Тырныауз и в 62 км к западу от города Нальчик.
Площадь сельского поселения составляет — 53 км2. Основную часть территории сельского поселения занимают пастбища и сельхозугодья.
Граничит с землями населённых пунктов: Бедык на юге, Жанхотеко на западе и Заюково на севере. На востоке село граничит с землями Государственного Лесного Фонда (Гослесфонд).
Селение находится в горной части республики в долине Баксанского ущелья. Рельеф представляет собой сильно пересечённую местность с резкими колебаниями высот. Средние высоты на территории села составляют 870 метров над уровнем моря. К востоку от села расположены три высшие точки сельского поселения — Ургъуюкъ(1 545 м), Баш къышлыкъ(1 591 м) и Буруукъолбаш (1 753 м).
Гидрографическая сеть в основном представлена рекой Баксан и его мелкими притоками стекающих с окрестных хребтов через территорию села.
Климат умеренный. Средняя температура колеблется от +25°С в июле, до −12°С в январе. Среднегодовое количество осадков составляет 600 мм. В начале весны при резких перепадах температур, с гор в долины дует сухой горячий ветер — фён.

## История
Село основано в 1926 году переселенцами из верховьев Баксанского ущелья.
Во время Великой Отечественной войны поселение было захвачено фашистскими войсками, во время их прохода через Баксанское ущелье для водружения фашистского флага над Эльбрусом.
Село было освобождено в начале 1943 года. Однако через год, в марте 1944 года балкарцы были депортированы в Среднюю Азию, а населенный пункт было переименовано в Заречное.
В 1957 году решением Верховного Совета СССР, балкарцам было разрешено вернутся на свои прежние места проживания.
В 1958 году указом Президиума Верховного Совета РСФСР селение Заречное было обратно переименовано в Лашкуту
В 1963 году село включено в состав Баксанского района КБАССР.
В 1994 году село было передано в состав вновь образованного Эльбрусского района.

## Население
| 2002 | 2010 | 2012 | 2013 | 2014 | 2015 | 2016 |
| ---- | ---- | ---- | ---- | ---- | ---- | ---- |
| 741  | ↗770 | ↘756 | ↗765 | ↗768 | ↘766 | ↗781 |
| 2017 | 2018 | 2019 | 2020 | 2021 | 2023 | 2024 |
| →781 | ↘780 | ↗783 | ↗791 | ↗868 | ↘856 | →856 |
| 2025 |      |      |      |      |      |      |
| ↘852 |      |      |      |      |      |      |

Плотность — 16.08 чел./км2.
Национальный состав
По данным Всероссийской переписи населения
 2010 года:
| Народ    | Численность, чел. | Доля от всего населения, % |
| -------- | ----------------- | -------------------------- |
| балкарцы | 757               | 98,3 %                     |
| другие   | 13                | 1,7 %                      |
| всего    | 770               | 100 %                      |

## Образование
- Средняя школа № 1 — ул. Мира, 12
- Детский сад № 1

## Здравоохранение
- Участковая больница

## Культура
- Дом Культуры

## Ислам
- Сельская мечеть

## Экономика
На территории села действуют один средний и 4 малых предприятия. Основу экономики села составляет сельское хозяйство, в частности разведение крупного и мелкого рогатого скота. До 1995 года действовал совхоз «Эльбрусский», который был одним из наиболее крупных животноводческих хозяйств КБАССР.

## Улицы
| Борчаева  |
| Малкарова |
| Мира      |

| Надречная |
| Подгорная |

| Темукуева |
| Школьная  |